# 미터 궤간

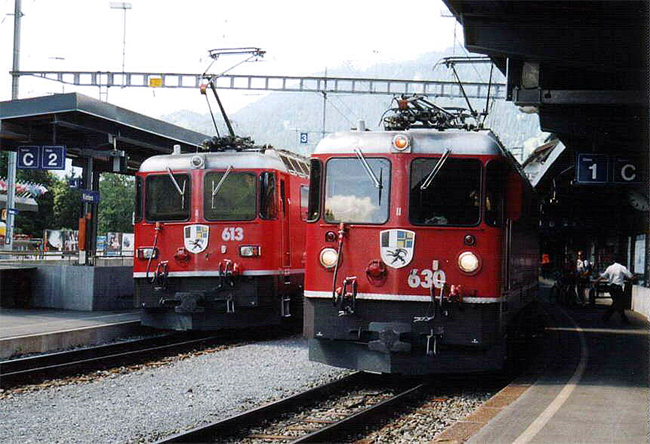

미터 궤간은 1,000 mm(3 ft 3⅜ in)의 협궤 궤간을 가리킨다. 전 세계적으로 약 95,000km의 미터 궤 철도가 설치되어 있다.

## 특성
표준궤에 비해서 곡률 반경을 줄일 수 있으므로 건설 비용이 저렴하다. 차량 성능은 케이프 궤간 철도와 비슷하며, 더 작은 차량과 좁은 궤간으로 인한 불안정성을 고려해야 한다. 표준궤에 비해서 허용 최고 속도와 축중이 낮으나, 일부 협궤 차량은 표준궤 차량만큼의 성능을 발휘할 수도 있다.

## 사용처
전 세계적으로 95,000km의 철도가 미터 궤간으로 부설되어 있다..
대한민국에서는 삼척 레일바이크가 이 궤간을 사용한다.